# Ласерда, Тьяго
Тьяго Ласерда (полное имя — Тьяго Рибейро Ласерда порт. Thiago Ribeiro Lacerda; 19 января 1978, Рио-де-Жанейро, Бразилия) — бразильский актёр.

## Биография
Тьяго Ласерда по происхождению португалец. Родился в семье Валдира и Мариелены Ласерда. С детства был любимцем у бабушек и дедушек, но больше всех баловал внука его дед Жоакин, до сих пор они остаются самыми лучшими друзьями и все праздники Тьяго предпочитает проводить в доме своего деда в Миносе. В возрасте от трех до восемнадцати лет, он посвятил себя спорту на его счету около 150 медалей и побед в соревнованиях по плаванию. Он стал абсолютным чемпионом в вольном стиле.
Женат на актрисе Ванессе Лоес, воспитывают троих сыновей.

## Фильмография
1995 — Новый Геркулес … Лула
1998 — Шальные деньги … Висенте
1998 — Неукротимая Хильда (телесериал) … Арамель
1999 — Земля любви (телесериал) … Матео Батистела
2000 — Бразильская акварель … Марио Лопес
2001 — Дети Евы … Адриано Араухо
2002 — Страсти Якобины … Франз
2002 — Поцелуй вампира … Бето
2003 — Дом семи женщин … Джузеппе Пессекуеро
2003 — Знаменитость … Отавио Албугуергуе
2003 — Осторожно! Бар открывается … Педро
2004 — Братья веры … Сауль / Пауло
2005 — Америка (телесериал, 2005, Бразилия) … Алекс
2005 — Кто останется с Марио? … Марио
2006 — Если бы я был тобой … Маркос
2006 — Много льда и два пальца в воде … Франциско
2006 — Страницы жизни … Хорхе
2007 — Вечная магия … Конрадо
2009 — Прожить жизнь … Бруно Маркондес
2010 — Национальная охрана … Маркус Роха
2010 — Уроженец Рио-де-Жанейро … Сильвано
2011 — Зачарованная поэма … Рей Теобалдо
2011 — Наша жизнь … Лусио
2013 — Время и ветер … Капитан Родриго